# علي بن محمد بن الحسن البسطامي
علي بن محمد بن الحسن البِسْطامي (1227 - 1306 هـ / 1812 - 1888 م) هو مؤرخ إمامي ، من أهل خراسان.
من آثاره: «روضة المؤمنين في أحوال سيد المرسلين» نسخة مخطوطة في شستربتي و «سرور العارفين».